# Chain-O-Lakes (Missouri)
Chain-O-Lakes – wieś w Stanach Zjednoczonych, w stanie Missouri, w hrabstwie Barry.